# Trio d'argent
Le Trio d'argent ou Souffle nomade – Trio d'argent, est un ensemble de musique français constitué de trois flûtistes : Michel Boizot, François Daudin Clavaud et Xavier Saint-Bonnet, tous trois diplômés de l'École normale de musique de Paris. Ils fondent le Trio d'argent en 1984.

## Histoire et répertoire
Le Trio d'argent apparaît en France dans le cadre des Jeunesses musicales de France dès 1985. Lauréat de la Fondation Yehudi Menuhin la même année, il se produit en concerts dans des lieux peu classiques tels que des casernes, des hôpitaux, des prisons, des usines, entre autres.
Il s'oriente rapidement vers la musique contemporaine, dont les compositeurs lui dédient des œuvres, comme Claude Arrieu (Trio, 1989), Tôn-Thât Tiêt (Trois estampes, 1993), Thierry Pécou (Pour un rituel imaginaire, 1992 ; Changó, 1993 ; Princesse Iwa, 1993 ; Musiques rituelles, 2002 ; Chants de Raïssa, 2007), Suzanne Giraud (L’âge de colère, 1992), Ashot Sograbjan (de), Luc Ferrari (Madame de Shanghai, 1996), Gualtiero Dazzi (Augenblick, un instant de Brâhma, 1996), Leon Milo, Bruno Ducol (Nu couché, ciel de feu, op. 32)
Le Trio d'argent donne des classes de maître aux Conservatoires de Hanoï, de Shanghai, de Mexico, de Pékin, de Tachkent ;  il anime également des ateliers-concerts à Beaune, Cherbourg, Noyers, Cholet, Segré, Buis-les-Baronnies, Hourtin et prodiguent des conseils aux élèves des classes de flûte des conservatoires de Nantes, de Rennes, Grenoble et Chambéry.

## Spectacles
À partir des années 1990, il propose une nouvelle forme de concert afin de mieux faire connaître la musique d'aujourd'hui, à savoir un concert-spectacle intégrant mise en lumière et en son, vidéos, interactivité en temps réel, comme : 
- 1994 : le spectacle D'ici et d'ailleurs, en coréalisation avec le Théâtre du Renard[1],
- 1995 : Figures libres avec Julien Goualo (djembé)[1],
- 1997 : Asia[1],
- 1998 : Améfrica[1],
- 2001 : Souf Chouwal Bwa, avec le Centre Martiniquais d'Action Culturelle (CMAC) de Fort-de-France et le flûtiste martiniquais Dédé Saint Prix, en partenariat avec le Théâtre Quartier Libre d'Ancenis[1]
- 2004 : El Horizonte[1]— une nouvelle version de ce dernier spectacle a été créée en 2007 au Centre d'art d'Enghien-les-Bains avec les Ultras Natures du plasticien Miguel Chevalier —[8].
- 2019
  - Paroles de pas, opéra ballet sur un texte de Jeanne Gatard d'après Narcisse et Goldmund d'Hermann Hesse[9], avec Sabine Novel, danse, voix et chorégraphie ; Sylvia Lenzi, violoncelle et Prabhu Edouard, tabla.
  - Le Son de l'encre (Chambéry, Festival les Détours de Babel)[10],[11]. Compositions de Tao Yu, Gualtiero Dazzi et Claire-Mélanie Sunnhuber. Dessins de Kim Jung Gi et Jirō Taniguchi. Calligraphies de Shanshan Sun[12].
- Jardin de Tabaldak. La pièce s'inspire du chant de neuf oiseaux : le merle noir, l’oiseau moqueur, le bruant des neiges, la mésange bleue, le cardinal rouge, le canari, le chardonneret élégant, le Passerin nonpareil, le guêpier d'Europe[13],[14].
- Somos Tres. Chanson mexicaine de Chu Resgado.

## Discographie
L'ensemble Souffle nomade – Trio d'argent a enregistré pour les labels Carrère, Musiques d'Aujourd'hui Productions et Urtext.
- Mozart, Divertimenti K. 439b (1987, Carrère CA96438) (OCLC 658464325).
- Devienne, Trios pour flûtes (1989, Carrère 96591).
- Haydn, Trios pour flûte,
- Asia : Ferrari, Dazzi, Daudin Clavaud (mars 1997, Musiques d'Aujourd'hui Productions, MDA 9701) (OCLC 38910407).
- Figures Libres : Reich, Pécou, Kelterborn, Daudin Clavaud, Szymansky - avec l'artiste ivoirien Julien Goualo, djembé ; Jeanne Gatard, voix (janvier/février 1997, MDA Productions 9603) (OCLC 658491178).
- D'ici et d'ailleurs : Pécou, Tôn-Thât Tiêt, Daudin Clavaud… (2000, MDA Productions 9402).
- Somos tres (2013, Olivia Productions)
- Suite nomade (2014, Olivia Productions)